# Jørgensen
Jørgensen (dänische und norwegische Schreibweise) beziehungsweise Jörgensen (schwedische Schreibweise) ist ein skandinavischer Familienname.

## Herkunft und Bedeutung
Der Name ist eine patronymische Bildung im Dänischen und Norwegischen und bedeutet Sohn des Jørgen.

## Namensträger

### A
- Aage Jørgensen (1900–1972), dänischer Turner
- Adolph Ditlev Jørgensen (1840–1897), dänischer Historiker
- Aksel Jørgensen (1883–1957), dänischer Maler
- Alfred Frøkjær Jørgensen (1898–1988), dänischer Turner
- Alfred Ollerup Jørgensen (1890–1973), dänischer Turner
- Amalie Jørgensen (* 2000), dänische Volleyballspielerin
- André Jørgensen (* 1979), norwegischer Handballspieler und -trainer
- Andreas Jørgensen (* 1984), dänischer Basketballspieler
- Andreas Toft Jørgensen (* 1994), dänischer Dartspieler
- Ane Halsboe-Jørgensen (* 1983), dänische Politikerin
- Anker Jørgensen (1922–2016), dänischer Politiker
- Ann Jørgensen (* 1973), dänische Badmintonspielerin
- Ann Eleonora Jørgensen (* 1965), dänische Schauspielerin
- Ann-Lou Jørgensen (* 1977), dänische Badmintonspielerin
- Annie Bøg Jørgensen (* 1951), dänische Badmintonspielerin
- Arne Jørgensen (1897–1989), dänischer Turner

### B
- Bent Jørgensen (* 1923),  dänischer Radrennfahrer
- Bo Barker Jørgensen (* 1946), dänischer Mikrobiologe
- Bo Elvar Jørgensen (* 1963), dänischer Fußballspieler
- Bodil Jørgensen (* 1961), dänische Schauspielerin

### C
- Carl Jørgensen (* 1912), dänischer Fußballschiedsrichter
- Carsten Jørgensen (* 1970), dänischer Langstreckenläufer
- Casper Jørgensen (* 1985), dänischer Radrennfahrer
- Christen Jørgensen (1879–1962), dänischer Kameramann
- Christian Jørgensen (* 1987), dänischer Straßenradrennfahrer
- Christian Klixbüll Jørgensen (1931–2001), dänischer Chemiker

### D
- Dan Jørgensen (* 1975), dänischer Politiker
- Ditte Juul Jørgensen (* 1966), dänische EU-Beamtin
- Dorothea Barth Jörgensen (* 1990), schwedisches Model

### E
- Eigil Jørgensen (1921–2014), dänischer Diplomat
- Eli Fischer-Jørgensen (1911–2010), dänische Sprachwissenschaftlerin
- Emil Jørgensen (1882–1947), dänischer Fußballspieler
- Emma Jørgensen (* 1996), dänische Kanutin
- Emma Norsgaard Jørgensen (* 1999), dänische Radsportlerin
- Erik Erstad-Jørgensen (1871–1945), dänischer Gartenarchitekt
- Erik Jørgensen (Komponist) (1912–2005), dänischer Komponist
- Erik Jørgensen (Leichtathlet) (1920–2005), dänischer Mittelstreckenläufer

### F
- Filip Jörgensen (* 2002), dänischer Fußballspieler
- Flemming Jørgensen (1947–2011), dänischer Sänger und Schauspieler

### G
- Geir Jørgensen (* 1972), norwegischer Politiker

### H
- Haldor Ferdinand Jørgensen (1831–1904), dänischer Hochschullehrer, Pastor und Übersetzer
- Harry Jørgensen (* 1945), dänischer Ruderer
- Håvard Jørgensen, norwegischer Musiker
- Henning Jørgensen (* 1949), dänischer Radrennfahrer
- Henning Jacob Jørgensen (* 1940), dänischer Radrennfahrer
- Henrik Jørgensen (1961–2019), dänischer Leichtathlet
- Henry Jørgensen (* 1907), dänischer Radrennfahrer
- Herjulf Carl Georg Jørgensen (1856–1911), dänischer Kaufmann und Inspektor von Grönland

### J
- Jan Jørgensen (* 1971), dänischer Badmintonspieler
- Jan Eiberg Jørgensen (* 1970), dänischer Handballspieler
- Jan Ø. Jørgensen (* 1987), dänischer Badmintonspieler
- Jesper Dahl-Jörgensen (* 1985), deutsch-dänischer Journalist
- Joackim Jørgensen (* 1988), norwegischer Fußballspieler
- Johannes Jörgensen (1866–1931), deutscher Schriftsteller, siehe Georg Engel (Schriftsteller)
- Johannes Jørgensen (1866–1956), dänischer Schriftsteller
- Jonas Aaen Jørgensen (* 1986), dänischer Radrennfahrer

- Jørgen Jørgensen (1780–1841), dänischer Abenteurer, siehe Jørgen Jürgensen
- Jørgen Peder Laurids Jørgensen (1888–1974), dänischer Politiker (Det Radikale Venstre)
- Jørgen Jørgensen (1936–2016), dänischer Radrennfahrer
- Jørgen Jørgensen (Politiker) (1891–1963), dänischer Politiker (Konservative Volkspartei)
- Jørgen Jørgensen (Philosoph) (1894–1969), dänischer Philosoph
- Jørgen Jørgensen (Schwimmer) (1914–1961), dänischer Schwimmer
- Jørgen Barth-Jørgensen (1932–2021), norwegischer Gewichtheber
- Julie Arnth Jørgensen (* 1976), dänische Juristin
- Junker Jørgensen (1946–1989), dänischer Radrennfahrer

### K
- Karin Jørgensen (Badminton) (* um 1940), dänische Badmintonspielerin
- Karin Jørgensen (Triathletin) (* 1963), dänische Triathletin
- Karin Riis-Jørgensen (* 1952), dänische Juristin und Politikerin (Venstre)
- Karina Jørgensen (* 1988), dänische Badmintonspielerin
- Kasper Jørgensen (Fußballspieler) (* 1999), dänischer Fußballspieler
- Kasper Linde Jørgensen (* 1984), dänischer Radrennfahrer
- Kim Jesper Jørgensen (* 1962), dänischer Generalmajor, Befehlshaber des Arktisk Kommando
- Klavs Bruun Jørgensen (* 1974), dänischer Handballspieler und -trainer
- Knud Jørgensen (1928–1992), dänischer Jazzmusiker
- Kristian Jørgensen (1967–2025), dänischer Jazzmusiker
- Kristina Jørgensen (* 1998), dänische Handballspielerin

### L
- Lars Jørgensen (Archäologe) (1955–2016), dänischer Archäologe
- Lars Troels Jørgensen (* 1978), dänischer Handballspieler und -trainer
- Laurits Jørgensen (1896–1976), dänischer Stabhochspringer und Dreispringer
- Leif Jørgensen (1946), dänischer Radrennfahrer
- Line Ryborg Jørgensen (* 1989), dänische Handballspielerin, siehe Line Myers
- Lone Jörgensen (* 1962), dänische  Dressurreiterin
- Lukas Lindhard Jørgensen (* 1999), dänischer Handballspieler

### M
- Martin Jørgensen (* 1975), dänischer Fußballspieler
- Martin Nannestad Jørgensen (* 1959), dänischer Weber und Textilkünstler
- Mathias Jørgensen (* 1990), dänischer Fußballspieler, siehe Zanka
- Mathias Jørgensen (Fußballspieler, 2000) (* 2000), dänischer Fußballspieler
- Mathias Norsgaard Jørgensen (* 1997), dänischer Radrennfahrer
- Max Jørgensen (1923–1992), dänischer Radrennfahrer
- Morten Jørgensen (* 1985), dänischer Ruderer
- Mosse Jørgensen (1921–2009), norwegische Pädagogin

### N
- Nicolai Jørgensen (* 1991), dänischer Fußballspieler
- Nicolaj Jørgensen (* 2000), dänischer Fußballspieler
- Nina Kreutzmann Jørgensen (* 1977), grönländische Sängerin und Schriftstellerin

### O
- Orla Jørgensen (1904–1947), dänischer Radrennfahrer, Olympiasieger

### P
- Paul Lindemark Jørgensen (1916–1988), dänischer Segler
- Pauli Jørgensen (1905–1993), dänischer Fußballspieler
- Patrick Jørgensen (* 1991), dänischer Fechter
- Per Jørgensen (* 1952), norwegischer Musiker
- Per Sandahl Jørgensen (* 1953), dänischer Radrennfahrer
- Per Sarto Jørgensen (* 1944), dänischer Radrennfahrer
- Peter Jørgensen (1907–1992), dänischer Boxer
- Peter Ole Jørgensen (* 1958), dänischer Musiker
- Poul Jørgensen (Journalist) (1928–2015), dänischer Journalist
- Poul Jørgensen (Dirigent) (1934–2003), dänischer Dirigent
- Poul Jørgensen (Chemiker) (* 1944), dänischer Chemiker
- Poul Preben Jørgensen (1892–1973), dänischer Turner
- Pipaluk K. Jørgensen (* 1981), grönländische Theater- und Filmproduzentin

### R
- Rainer Georg Jörgensen (* 1957), deutscher Agrarwissenschaftler
- Rasmus Wejnold Jørgensen (* 1989), dänischer Stabhochspringer
- René Jørgensen (* 1975), dänischer Radrennfahrer
- Ricky Jørgensen (* 1989), dänischer Radrennfahrer

### S
- Sebastian Jørgensen (* 2000), dänischer Fußballspieler
- Sigurd Jørgensen (1887–1929), norwegischer Turner
- Sindre Ulven Jørgensen (* 2002), norwegischer Skispringer
- Sisse Graum Jørgensen (* 1972), dänische Filmproduzentin
- Silje Jørgensen (* 1977), norwegische Fußballspielerin
- Sophus Mads Jørgensen (1837–1914), dänischer Chemiker
- Stine Jørgensen (* 1990), dänische Handballspielerin
- Stine Eiberg Jørgensen (* 1998), dänische Handballspielerin

### T
- Theo Jørgensen (* 1972), dänischer Pokerspieler
- Thomas Jørgensen (* 2005), dänischer Fußballspieler
- Tor Berger Jørgensen (* 1945), norwegischer Bischof

### U
- Ulf Jørgensen (* 1956), norwegischer Skispringer

### V
- Victor Jørgensen (1924–2001), dänischer Boxer

### W
- Wenzel Jørgensen (1918–unbekannt), dänischer Radrennfahrer